# 노드 (회로 이론)

회로에서 다른 색깔은 각각 다른 노드이다.

회로 이론에서 노드(node)는 둘 또는 더 많은 회로 요소들이 만나는 어느 점이다. 다른 노드가 되려면, 전압이 달라야 한다.
회로도를 보았을 때, 저항이 0인 이상적인 선으로 연결되어 있다고 가정한다. 따라서 노드의 선에는 전위차가 존재하지 않는다고 가정한다.
실제로 노드는 대부분 금속의 선으로 연결되어야 하므로, 저항이 완전이 0이 아닌 아주 적은 저항치를 갖는다. 따라서 회로설계 시, 여러 가지 상황에 따라 노드에 들어가는 선의 특성을 고려해야 하는 상황이 있을 수 있다. 특히 동작 주파수가 높으면 신호가 흐르는 선의 특성을 고려하여 신호가 잘 전달되도록 해야한다.

## 같이 보기
- 회로이론
- 옴의 법칙
- 노달 회로분석